# Forsterseeschwalbe

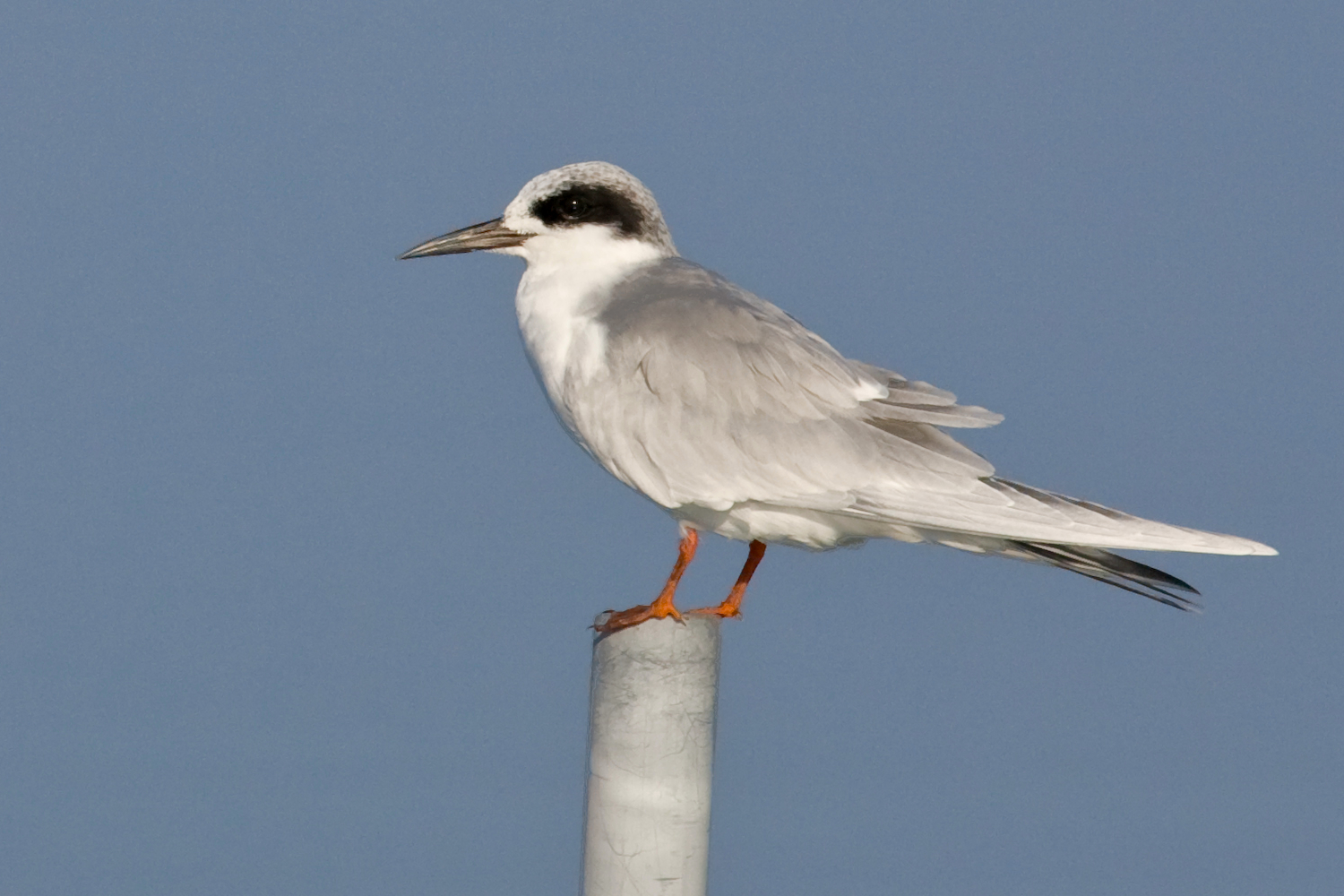
Adulte Forsterseeschwalbe im Schlichtkleid

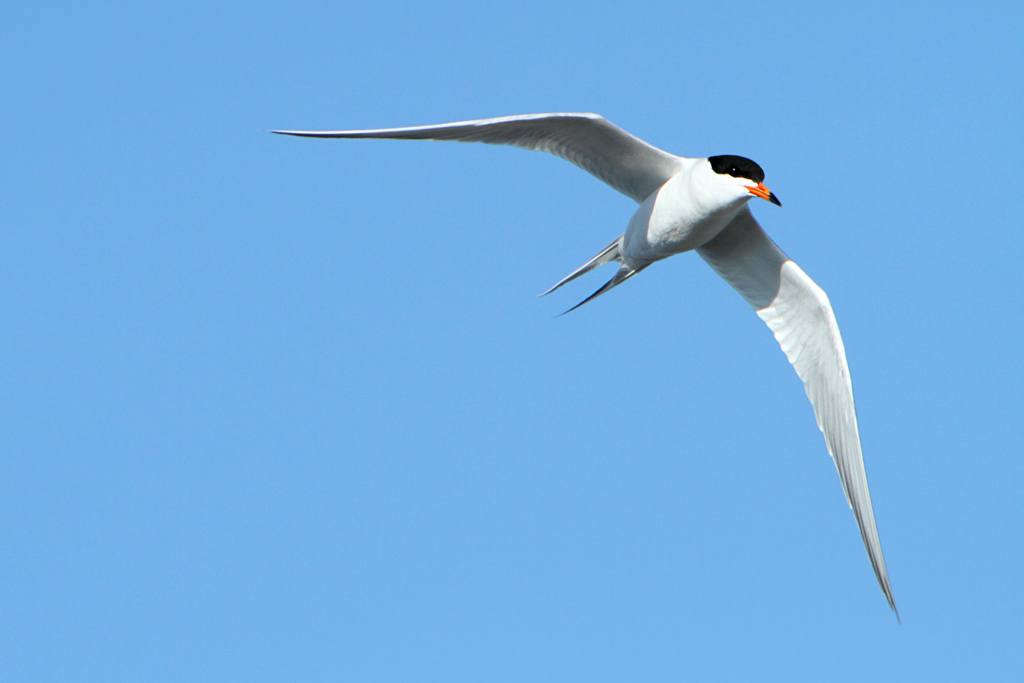
Fliegende Forsterseeschwalbe im Brutkleid

Die Forsterseeschwalbe (Sterna forsteri) ist eine Vogelart aus der Familie der Seeschwalben (Sternidae). Ihr Verbreitungsgebiet umfasst mit einigen großen und zahlreichen kleineren, zerstreut liegenden Vorkommen weite Teile Nordamerikas. Auch das Vorkommen außerhalb der Brutzeit beschränkt sich weitgehend auf diesen Kontinent einschließlich der Westindischen Inseln.
Die Forsterseeschwalbe wurde zu Ehren des deutschen Naturforschers Johann Reinhold Forster benannt. Man findet die Art bisweilen auch unter dem Namen Sumpfseeschwalbe. Dieser ist jedoch nicht eindeutig, da auch die Arten der Gattung Chlidonias als „Sumpfseeschwalben“ bezeichnet werden.

## Beschreibung
Die Forsterseeschwalbe zählt mit 33–36 cm Körperlänge, einer Flügelspannweite von 73–82 cm und einem Gewicht von 130–190 g zu den mittelgroßen Seeschwalbenarten. Sie ähnelt der Fluss-Seeschwalbe, ist aber größer und kurzflügeliger als diese, mit verhältnismäßig größerem Kopf, einem kräftigeren, dolchartigen Schnabel und längeren Beinen. Wie bei der Küstenseeschwalbe überragen die Schwanzspieße beim sitzenden Vogel die Schwingen. Die Geschlechter unterscheiden sich äußerlich nicht.
Bei adulten Vögeln im Brutkleid ist der etwa 39 mm lange Schnabel orangerot mit einer schwarzen Spitze, die sich auf dem Oberschnabel über 15–25 mm ausdehnt. Stirn, oberer Zügel, Scheitel und Nacken sind schwarz und bilden eine Kopfkappe, die bis knapp unter das Auge reicht. Der untere Zügel zwischen Schnabelspalte und Kappe ist 3–6 mm breit weiß. Diese Partie ist in der Zügelmitte am breitesten. Untere Kopf- und Halsseiten sind wie die übrige Unterseite rein weiß. Die Oberseite ist überwiegend hell blaugrau und meist etwas heller grau als bei der Flussseeschwalbe. Der Bürzel ist weiß und kontrastiert zum grauen Rücken. Oberschwanzdecken und Steuerfedern sind überwiegend hellgrau wie der Rücken. Die Steuerfedern tragen zudem diffuse weiße Säume. Nur die beiden äußeren Paare sind an Spitze und Außenfahne weiß und insgesamt deutlich verlängert. Im frischen Gefieder sind Hand- und Armschwingen silbrig weiß und etwas heller als die Oberflügeldecken. Die Armschwingen sind auf Innenfahne und Spitze breit weiß gesäumt. Auf den inneren Handschwingen sind diese weißen Säume etwas schmaler. Die Innenfahnen der äußeren Handschwingen sind mattgrau mit silbrig weißem Schaftstrich und hellgrauem Keil an der Basis. Die hellgrauen Handdecken sind zur Spitze hin weiß aufgehellt. Der Flügelvorderrand ist wie die Achselfedern und die Unterflügeldecken weiß. Die Beine und Füße sind orangerot.
Das Schlichtkleid adulter Vögel ähnelt bis auf Kopfzeichnung, Schnabel und Füße dem Brutkleid. Der Schnabel ist schwarz; manchmal erkennt man noch eine etwas rote bis rötlichbraune Färbung an der Basis. Der Kopf ist weiß und zeigt eine charakteristische schwarze Maske, die sich von vor dem Auge über die Ohrdecken erstreckt. Der Nacken ist grauweiß und manchmal diffus dunkel gefleckt. Der Scheitel kann vor allem zum Hinterkopf hin fein dunkel gestrichelt sein. Beine und Füße sind rotbraun bis rötlich orange.

## Verbreitung
Die Brutverbreitung der Forsterseeschwalbe beschränkt sich auf Nordamerika. Sie gliedert sich in mehrere disjunkt Teilareale und zerstreute Vorkommen. Das größte erstreckt sich über die Prairie Pothole Region. In Kanada reicht es vom südöstlichen Alberta ostwärts über die südliche Hälfte Saskatchewans und das südwestliche Manitoba nordwärts bis zum Lake Winnipeg, in den Vereinigten Staaten über die östliche Hälfte North Dakotas, den Nordosten South Dakotas, den Westen und die südliche Mitte Minnesotas und die nördliche Mitte Iowas.
Ein zweites Teilareal liegt südwestlich davon im nördlichen Teil des Great Basin. Es reicht von der südlichen Mitte Washingtons über das nordöstliche und südliche Oregon, den Nordosten Kaliforniens und den Norden Nevadas bis in den Norden Utahs. Weitere Vorkommen gibt es im äußersten Süden British Columbias, in der westlichen Mitte, den südlichen Küstengebieten und im Südosten Kaliforniens, im Norden von Baja California Norte, im Süden Idahos, verstreut über Montana und Wyoming, in der südlichen Mitte South-Dakotas und im Westen Nebraskas sowie im mittleren Kansas.
Im Bereich der Großen Seen brütet die Forsterseeschwalbe im Osten Wisconsins, im äußersten Norden von Illinois, im östlichen Michigan und im äußersten Süden von Ontario. An der Atlantikküste ist sie in Massachusetts, im südlichen New York, in New Jersey, Delaware, Maryland, Virginia und North und South Carolina Brutvogel. An der Golfküste brütet sie in Tamaulipas, Texas, im südwestlichen und südöstlichen Louisiana und im Süden Alabamas.

## Wanderungen
Die Forsterseeschwalbe ist ein Kurz- oder Mittelstreckenzieher, der die nördlich gelegenen Brutareale und jene im Binnenland zum Winterhalbjahr hin komplett räumt und dann in den Küstenregionen des subtropischen Nordamerikas sowie den Küsten und Binnengewässern Mittelamerikas anzutreffen ist. Diesjährige Vögel dispergieren gegen Ende der Brutzeit zunächst in nördlicher und südlicher Richtung. Im folgenden Jahr übersommern sie in den Winterquartieren.
Die Überwinterungsgebiete reichen im Westen von der Pazifikküste Kaliforniens über Baja California und entlang von Sierra Madre Occidental und Sierra Madre del Sur bis nach El Salvador. Als seltener Wintergast wird die Art noch bis Panama festgestellt. Im Osten reicht die Winterverbreitung vom äußersten Süden New Jerseys entlang der Atlantikküste südwärts, über ganz Florida, am Golf von Mexiko auch bis weit ins Binnenland hinein und in Mexiko bis zu den Küsten der Yucatán-Halbinsel. Im mexikanischen Binnenland ist die Art von Durango und San Luis Potosí westwärts bis Chiapas regelmäßiger Wintergast. In kleinen Zahlen überwintert sie auf Bermuda, selten auf den Bahamas, auf Kuba und den Kaimaninseln sowie höchst selten auch auf Hispaniola, in Puerto Rico und auf den Jungferninseln.
Der Herbstzug beginnt meist ab August und zieht sich bis Mitte Oktober. Im Frühjahr brechen die Vögel ab März in den Winterquartieren auf; ab
April treffen die ersten in den Brutgebieten in den gemäßigten Breiten ein. Ende Mai ist der Zug weitgehend abgeschlossen.

## Lebensraum
Die Forsterseeschwalbe brütet in Süß-, Brack- und Salzwassersümpfen sowie an sumpfigen See-, Insel- und Flussufern. Sie besiedelt vor allem offene und tiefere Feuchtgebiete mit freien Wasserflächen, inselartiger Vegetation und großflächiger Schwimmblattvegetation. In Iowa nimmt sie nur Sümpfe mit über 20 ha Größe als Bruthabitat an. An der Atlantikküste findet man sie an sumpfigen Strandabschnitten und in Mündungsgebieten. Oft sind die Habitate von Jahr zu Jahr starken Veränderungen unterworfen und daher recht kurzlebig.

## Ernährung
Die Forsterseeschwalbe ernährt sich vorwiegend von Fischen bis zu 10 cm Größe. Ergänzend kommen verschiedene Wirbellose als Nahrung hinzu. Zu den festgestellten Beutefischen gehörten Cymatogaster aggregata, Amerikanische Sardellen (Engraulis mordax), Clevelandia ios, Amerikanischer Flussbarsch, Notropis sp., Hechte und Stichlinge.
Typischerweise fliegt sie patrouillierend in 6–8 m Höhe über Sümpfe und Seen, Kanäle oder Küstengebiete und erbeutet ihre Nahrung stoßtauchend. Dazu rüttelt sie kurz über dem Wasser und stößt dann hinab, wobei sie meist nur teilweise eintaucht, bisweilen aber auch Tiere in bis zu 30 cm Tiefe fängt. Manchmal nutzt sie Pfosten, Brücken, Telefondrähte oder Boote als Ansitz.

## Fortpflanzung
Wann junge Forsterseeschwalben zum ersten Mal brüten, ist unbekannt. Dies ist vermutlich nicht vor dem zweiten Lebensjahr der Fall. Es findet eine Jahresbrut statt; Ersatzgelege nach Verlust der ersten Brut sind nicht selten. Die Art ist vermutlich monogam, über die Länge der Paarbeziehung ist nichts bekannt.
Die Forsterseeschwalbe brütet einzeln oder in Kolonien von meist unter 100 Paaren, die größten bestanden jedoch aus über 2750 Nestern. Die Kolonien werden zwischen Mitte April und Mitte Mai besetzt. In dieser Zeit oder kurz danach bilden sich auch die Paare, wobei Balzflüge über der Kolonie eine wichtige Rolle spielen. Später findet die Balz vermehrt am Boden statt, wofür eine durchschnittlich etwa 2 m² große Fläche gegen andere Individuen verteidigt wird. Wichtige Elemente der Bodenbalz sind die „Paraden“, bei der die Partner nebeneinander herlaufen und das Balzfüttern. Später kommt es dann regelmäßig zu Kopulationen.
Das Nest wird auf dem Boden oder auf dem Wasser errichtet und kann sowohl aus einer schlichten Mulde oder einem kleinen Napf aus Sumpfgräsern, als auch aus einer schwimmenden Plattform aus Pflanzenteilen von durchschnittlich etwa 30 cm Durchmesser bestehen. Es steht in Binnensümpfen meist auf Bisamburgen oder Schwimmpflanzenteppichen. Oft werden alte Nester von Renn- oder Bindentauchern als Materialquelle genutzt, seltener auch direkt verwendet oder usurpiert. Bisweilen nistet die Art auch auf Kiesbänken von Flussinseln, wo sich die Nester auf dem nackten Boden oder in der Pioniervegetation befinden. Auch künstliche Brutflöße werden angenommen.
Die Zeit der Eiablage beginnt Anfang Mai und reicht teils bis in den Juli. Das Gelege besteht meist aus drei, manchmal aus zwei, seltener auch aus einem, vier oder sogar sechs Eiern von etwa 43 × 31 mm Größe und matter Oberfläche, die auf olivefarbenem bis gelblich beigem oder rosabeigem Grund unregelmäßig dunkelbraun gefleckt sind. Die Bebrütung beginnt mit dem ersten Ei und dauert zwischen 23 und 28 Tagen. Beide Eltern brüten. Es wird nun nur noch das Nest und seine unmittelbare Umgebung gegen andere Vögel verteidigt.
Nach dem Schlüpfen sind junge Forsterseeschwalben bereits, wie für Nestflüchter typisch, sehr weit entwickelt und können bereits laufen. Sie verlassen das Nest jedoch dauerhaft erst nach 2–7 Tagen. Flugfähig sind sie nach 4–5 Wochen.

## Bestand
Über den Gesamtbestand der Forsterseeschwalbe liegen keine Angaben vor. Bestandserfassungen zufolge beläuft sich die Population in Kanada auf 2133–4216 Brutpaare, jene im Bereich der Großen Seen auf 3025 Paare in 45 Kolonien, die an der Atlantikküste auf 5766, die der Golfküste auf 23.069 Paare. An der US-amerikanischen Pazifikküste wurden 8095 Individuen, in Baja California 30–35 Paare gezählt.
Angaben zu Bestandstrends fehlen. Die Art wird von der IUCN als nicht bedroht (least concern) angesehen.